# ニーナ・オクセンチアン
ニーナ・イヴァノヴナ・オクセンチアン(ロシア語: Нина Ивановна Оксентян, ラテン文字表記例:Nina Ivanovna Oksentian, 1916年10月29日(ユリウス暦10月16日) - 2017年3月23日)は、ソビエト連邦のオルガン奏者。
レニングラード音楽院でイサイ・ブラウドにオルガンを学ぶ。1950年にドミートリイ・ショスタコーヴィチと共にライプツィヒのバッハ音楽祭に参加し、母校レニングラード音楽院の教授陣に加わった。2007年には長年の功績からロシア政府から人民芸術家の称号を贈られた。
サンクトペテルブルクにて死去。